# Maria Llaveries i Viladomiu
Maria Llaveries i Viladomiu (Puig-reig, 1912 - Barcelona, 1 de juliol de 1949)  fou mestra i esposa de l'escriptor Joaquim Amat-Piniella.
Era filla de Josep Llaveries Salors i de Maria Viladomiu, filla de l'empresari tèxtil Josep Viladomiu i neta del fundador de la colònia Viladomiu Vell; era germana del també metge puig-regenc Faustí Llaveries i Viladomiu, i neboda del famós dibuixant i il·lustrador Joan Llaveries.
Maria Llaveries va ser mestra del Grup Escolar Renaixença de Manresa durant el curs 1935-1936. Posteriorment, ja en temps de guerra, fou traslladada en comissió de serveis a Barcelona. Des del juny de 1937 fins a l'entrada de les tropes franquistes estigué al Grup Escolar del Sortidor.
La Guerra Civil espanyola i el nazisme van marcar absolutament la relació entre Maria Llaveries i Joaquim Amat-Piniella. Pocs dies després de casar-se, Amat va haver d'exiliar-se. Van estar un temps junts; tanmateix, ben aviat se separarien. Ella retornaria a Catalunya i Amat aniria a parar al camp de concentració de Mauthausen, on va estar reclòs quatre anys i mig, i va aconseguir sobreviure. La seva experiència de l'horror i la mort al camp de concentració va quedar reflectida de forma novel·lada en K. L. Reich. Segons el mateix Amat havia confessat al seu amic Agustí Bartra, la Maria, en els moments més negres de l'exili, li va donar "la il·lusió i la força necessària per a sobreviure...". Després de ser alliberat, Amat i Llaveries encara trigarien uns mesos a retrobar-se.
D'altra banda, un cop instaurat el règim franquista, Maria Llaveries havia estat depurada com a mestra, tal com va succeir amb tots els mestres de la República, i va ser desterrada a Mazuecos (Guadalajara).
La parella Amat-Llaveries es van establir a Barcelona el 1946. Aquell mateix any, el 29 de juliol de 1946, van tenir un fill, Marcel. Segons diverses persones que la van conèixer, Maria Llaveries era una dona excepcional i avançada a la seva època, divertida, amb una gran sensibilitat i imaginació. En paraules de Jordi Planes, Maria Llaveries era “una dona esplèndida, cordial, intel·ligent i sensible”. Per al seu marit, l'escriptor Amat-Piniella, Maria Llaveries va ser un puntal on recolzar-se, que li va donar forces per sobreviure durant la reclusió al camp de concentració i per resistir després del retorn en un medi realment hostil.
Malauradament, Maria Llaveries va morir molt jove, als 38 anys, el 1949, després d'un any de malaltia.